# 함상기

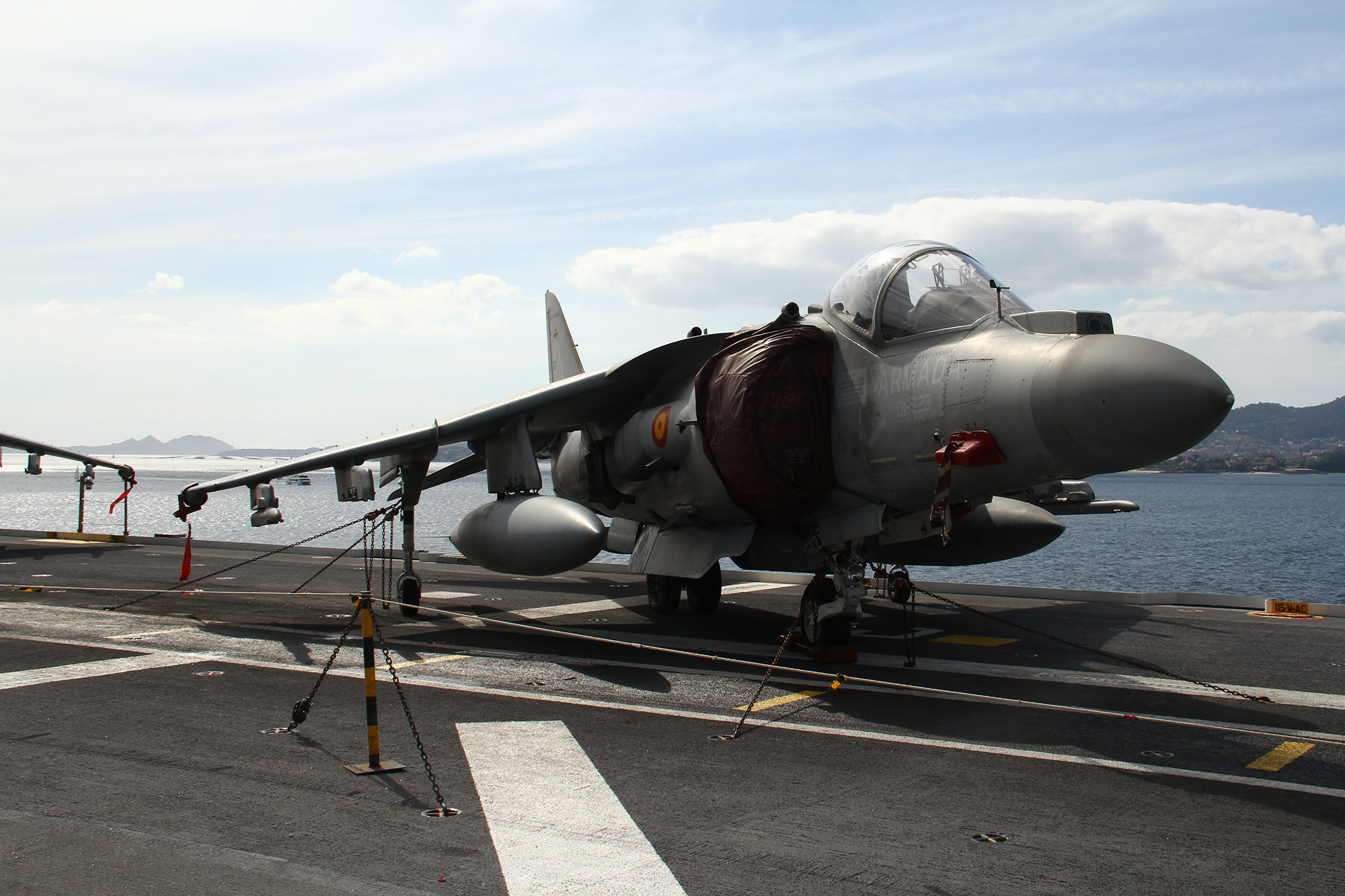

함상기(艦上機, 영어: carrier-based aircraft, carrier-capable aircraft, carrier-borne aircraft)는 해군 함정에 탑재되어 운용되는 항공기이다. 주로 항공모함 탑재기가 많다. 해군 항공대에는 이외에도 지상 기지에서 발진하는 항공기도 있다. 미국은 해병대에도 별도의 해병항공대가 존재한다.

## 같이 보기
- 호위항공모함
- 해군 항공